# Lily Alice Lefevre
Lily Alice Lefevre (* 5. April 1853 in Kingston, Ontario; † 17. Oktober 1938 in
Vancouver) war eine kanadische Lyrikerin.
Lefevres literarisches Werk ist eng mit ihrer Heimatstadt Vancouver verbunden. Sie erhielt als Jugendliche eine Medaille für das beste
Gedicht über den Karneval in der Stadt, die auch Gegenstand vieler anderer ihrer Gedichte war. Anlässlich der Krönung Eduards
VII. 1902 organisierte sie den  Imperial Order of Daughters of the Empire. Sie war Mitbegründerin der Vancouver Art Gallery. 1934
stiftete sie zum Gedenken an ihren Ehemann J.M. Lefevre ein Stipendium von 5000 $ und eine Goldmedaille an die University of British Columbia.
1895 erschien ihr Buch The Lion's Gate, das erneut 1903 (mit The Beaver And The Empress) und 1936 zum 50. Jubiläum der Stadtgründung
Vancouvers aufgelegt wurde. A Garden By The Sea erschien 1921. Ihr Gedicht March on! Canada! wurde von Harold Craxton vertont.